# Nuevo Fuerte
Nuevo Fuerte är en ort i Mexiko.   Den ligger i kommunen Ocotlán och delstaten Jalisco, i den centrala delen av landet, 400 km väster om huvudstaden Mexico City. Nuevo Fuerte ligger 1 530 meter över havet och antalet invånare är 212.
Terrängen runt Nuevo Fuerte är varierad. Runt Nuevo Fuerte är det ganska tätbefolkat, med 207 invånare per kvadratkilometer. Närmaste större samhälle är Ocotlán, 3,1 km norr om Nuevo Fuerte. 